# 松島二丁目站
松島二丁目站（日语：／ Matsushima-Nichome eki */?）是一個位於日本香川縣高松市、屬於高松琴平電氣鐵道（琴電）志度線的鐵路車站，車站編號為S02，車站建於國道11號旁，為無人車站。
車站剛好位於松島町與松福町的交界，車站主出入口、往瓦町方向的月台及售票機均設於松島町二丁目的範圍內；而往志度方向的月台，則座落於松福町二丁目內。由於官方並未有公佈車站的正式的地址，日本國內的網上地圖都對車站的位置有不同的描述。
另外，本站的英文串法亦有不同，月台上的站牌採用「Matsushimanichome」，即與以平文式羅馬字「tsu」及「shi」標示，然而卻不使用拉長音的「ō」標記；而車站外的燈箱則採用了「Matusimanichōme」的串法，即採用了訓令式羅馬字中「tu」及「si」的標示，同時又引用了平文式羅馬字下的長音「ō」標記。至於官網上則使用了「Matsushima-Nichome」的標示方法。
本站是日本國內除地鐵及有軌電車外，唯一以「丁目」入名的鐵路車站。

## 車站結構
採用簡易車站模式，並沒有設有站房，主要出入口位於松島町二丁目的一端，旁邊設有單車停泊場。售票機設於平交道旁，往瓦町方向可直接沿旁邊的梯級或無障礙斜道前往，或通過平交道往對面往志度方向的月台。兩邊月台均設有梯級及無障礙斜道上落，而東邊月台末端亦可各自返回所屬路面。

### 月台配置
設有側式月台2個，長度約為60米。大部份月台均裝有上蓋，背面亦大都被鐵皮及半透明膠板所圍封。入閘專用的IC卡感應器設於松島町入口、近售票機旁，而月台上亦各自裝設了一部出閘專用的感應器。
在實施繁忙時段及正常時間班次時，本站是列車交換站。所有班次必須確保另一方的列車已進站後才能開出。2020年起，因2019冠狀病毒病影響而調整了班次，本站於正常時間班次時不再作為列車交換的指定車站，改為以春日川站進行。
| 月台 | 路線     | 方向 | 目的地             | 備註 |
| ---- | -------- | ---- | ------------------ | ---- |
| 1    | ■ 志度線 | 上行 | 瓦町方向           |      |
| 2    | ■ 志度線 | 下行 | 大町、琴電志度方向 |      |

## 歷史
- 1911年11月18日：隨東讚電氣軌道今橋站～志度站開通而開業[1]，稱為「松島四丁目站」。
- 1971年8月20日：向瓦町方向遷移約100m，並改稱「松島二丁目站」[2]。
- 1996年8月20日：加設列車交換設備[3]。

## 使用狀況
| 1日上落人數推斷 | 1日上落人數推斷 |
| 年度            | 1日平均人數     |
| --------------- | --------------- |
| 2011            | 458             |
| 2012            | 466             |
| 2013            | 465             |
| 2014            | 494             |
| 2015            | 524             |
| 2016            | 529             |
| 2017            | 544             |
| 2018            | 563             |
| 2019            | 588             |
| 2020            | 390             |
| 2021            | 390             |
| 2022            | 425             |

## 相鄰車站
高松琴平電氣鐵道（琴電）
■志度線
今橋 (S01) - 松島二丁目 (S02) - 沖松島 (S03)

## 外部連結
- 高松琴平電鐵松島二丁目站資訊 （页面存档备份，存于）（日語）